# Vărbesjnitsa
Vărbesjnitsa (bulgariska: Върбешница) är ett distrikt i Bulgarien.   Det ligger i kommunen Obsjtina Mezdra och regionen Vratsa, i den västra delen av landet, 60 km nordost om huvudstaden Sofia.